# Villa Sous les Pins
La villa Sous les Pins, anciennement dénommée Gigi est une villa située au Touquet-Paris-Plage dans le département du Pas-de-Calais en France. Les façades, les toitures et la pergola de la terrasse font l'objet d'une inscription au titre des monuments historiques depuis le 1er décembre 1997.

## Localisation
Cette villa est sise à l'angle nord-est de l'avenue du Château et de l'avenue des Roses.

## Construction
Cette villa a été construite en 1923 sur les plans des architectes Émile Molinié, Charles Nicod, Albert Pouthier.

## Pour approfondir